# Sphaerotrochalus boehmi
Sphaerotrochalus boehmi är en skalbaggsart som beskrevs av Max Quedenfeldt 1888. Sphaerotrochalus boehmi ingår i släktet Sphaerotrochalus och familjen Melolonthidae. Inga underarter finns listade i Catalogue of Life.